# Dones dels Emirats Àrabs Units
Les dones dels Emirats Àrabs Units són dones nascudes, que viuen o provenen dels Emirats Àrabs Units.
Les dones dels Emirats Àrabs Units han assolit en els darrers anys algunes mesures de protecció legal. El 2008-2009, el 21% de les dones emirats formaven part de la força laboral, mentre que el 45% de les dones kuwaïtes formaven part de la força laboral.
Algunes lleis continuen discriminant les dones dels Emirats. Les dones dels Emirats han de rebre permís d'un «tutor masculí» per tornar a casar-se. El requisit deriva de la xaria i és llei federal des del 2005.

## Història
El paper de la dona a la societat als Emirats Àrabs Units s'ha anat expandint gradualment des del descobriment del petroli. Abans del 1960 hi havia poques oportunitats fora del terreny de la llar i la família. Al començament de la dècada del 1990, hi havia cinc societats de dones que promocionaven diversos temes d'importància per a les dones, incloent l'alfabetització i la salut.
El 2002, el govern va crear un sistema oficial de xarxa empresarial per a dones per superar la manca de xarxa laboral entre dones. Actualment hi ha 12.000 membres amb més de 6,81 mil milions de dòlars estatunidencs en capital d'inversió.

## Ocupació
El 2006, menys del 20% de les dones dels Emirats Àrabs Units eren part de la força laboral nacional, i només el 21% el 2008-2009. Els Emirats Àrabs Units tenen el segon percentatge més baix de dones locals que treballen del Consell de Cooperació per als Estats Àrabs del Golf (CCG), incloses les dones expatriades. Tanmateix, Kuwait té el percentatge més alt de participació laboral femení local del CCG (el 45%). A l'Abu Dhabi Securities Exchange, les dones constitueixen el 43% dels seus inversors, mentre que l'Associació de Dones Empresàries de la ciutat compta amb 14.000 sòcies.
En l'àmbit econòmic, el percentatge de contribució de les dones a l'activitat econòmica i al mercat laboral ha augmentat. Hi ha registrades a les cambres de comerç i indústria més de 22.000 dones empresàries que treballen en el mercat local i mundial. Al capdavant de les empresàries dels Emirats es troba Lubna Khalid al-Qasimi, nomenada ministre d'Economia i Planificació el novembre de 2004 i posteriorment va ascendir al seu lloc actual com a ministre de Comerç Exterior. Lubna Khalid al-Qasimi té la distinció de ser la primera dona a ocupar un càrrec ministerial al país. Els seus esforços l'han portat a ser classificada dins de les 100 dones més poderoses de la revista Forbes.

## Institució de Dones de Dubai
Dubai Women Establishment (Institució de Dones de Dubai, DWE), dirigit pel xeic Manal bint Muhammed bin Rashid al-Maktoum, és la primera entitat governamental dels Emirats Àrabs Units que dona suport a les dones i a la seva ocupació laboral. El seu principal objectiu és augmentar la participació efectiva de les dones dels Emirats Àrabs Units al mercat laboral mitjançant diferents mitjans i eines. Examinen els informes i rànquings internacionals, controlen els rànquings i creixements dels Emirats Àrabs Units, i tenen com a objectiu un impacte positiu en els informes de Competitivitat Global i l'informe Gap Gender.
La DWE està involucrada en investigació, propostes de política i activació de regulacions relacionades amb les dones a Dubai i els altres emirats, així com assistir a esdeveniments en xarxa i fòrums, i treballar en programes, projectes i iniciatives de desenvolupament personalitzat. L'objectiu és construir ponts, lideratge sostenible per a les dones, i la representació internacional de les dones dels Emirats Àrabs Units a les juntes.
L'objectiu de la DWE inclou la creació de sis llars d'infants in situ a diverses organitzacions, cosa que ha suposat un major nivell de retenció femenina, una taxa de rotació més baixa, i la iniciativa «Dones al consel executiu», on es presta una atenció especial a l'augment de la representació de les dones dels Emirats Àrabs Units a les juntes.

## Fòrum de lideratge de les dones àrabs
El Fòrum de lideratge de les dones àrabs va tenir lloc el novembre de 2014, que es va acollir sota el patrocini del seu xeic Muhammed bin Rashid al-Maktoum, vicepresident i primer ministre dels Emirats Àrabs i governador de Dubai. Aquest fòrum de dos dies es va centrar en la competitivitat i com les dones poden contribuir al rànquing i al creixement dels països.

## Política i govern
Dins el sector públic, l'ocupació governamental per a les dones dels Emirats Àrabs Units ha passat de l'11,6% el 1995, el 22% el 2005 i el 66% el juny del 2007. Al setembre del 2008, la doctora Hissa al-Otaiba i Sheikha Najla Al Qasimi es van convertir en les primeres ambaixadores dels Emirats Àrabs Units, destinades a Espanya i Suècia respectivament.
Els Emirats Àrabs Units es va convertir en el segon país àrab amb un registre de dones casades després d'Egipte. Al 2006, les dones representaven més del 22% del Consell Nacional Federal. El ministre de l'Estat dels Emirats Àrabs Units és Reem al-Hashimi, que és la primera ministra a exercir aquest paper.
Les dones dels Emirats han de rebre permís d'un «tutor masculí» per tornar a casar-se. El requisit deriva de la xaria, i és llei federal des del 2005. En tots els emirats, és il·legal que les dones musulmanes es casin amb no-musulmans. Als Emirats Àrabs Units, la unió matrimonial entre una dona musulmana i un home no-musulmà és punible per la llei, ja que es considera una forma de «fornicació».

## Educació
L'informe de 2007 sobre el progrés dels Objectius de Desenvolupament del Mil·lenni als Emirats Àrabs Units afirma que «la proporció de dones a l'educació superior ha augmentat notablement a un ritme que no s'ha assoliten cap altre país del món. Entre els anys 1990 i 2004, el nombre d'estudiants universitàries ha crescut fins a duplicar el d'estudiants masculins. Aquest és el resultat de la promoció i el foment de l'educació de les dones per part de l'estat i la família».
Al finalitzar el batxillerat, el 95% de les dones dels Emirats Àrabs Units continuen els estudis superiors i representen el 75% de la població estudiantil a la Universitat Nacional d'Al-Ain. Les dones representen el 70% dels graduats universitaris dels Emirats Àrabs Units. Segons el Dubai Women College, 50-60% de les seves 2.300 estudiants procedeixen a buscar feina després de la seva graduació.

## Dones dels Emirats Àrabs destacades

### Actrius
- Andria D'Souza
- Avanthika Mohan
- Mayssa Maghrebi
- Priyaa Lal
- Reenu Mathews

### Artistes
- Al-Anood al-Obaidly
- Azza Sultan al-Qasimi
- Ebtisam AbdulAziz
- Maisoon al-Saleh
- Najat Makki
- Wafa Hasher al-Maktoum

### Cantants
- Esther Eden
- Layla Kaylif
- Ruwaida al-Mahrouqi
- Shamma Hamdan

### Científiques
- Alia al-Mansoori
- Hind al-Abadleh
- Lihadh al-Gazali

### Directores de cinema
- Layla Kaylif
- Nayla al-Khaja
- Nujoom al-Ghanem

### Empresàries
- Azza Sultan al-Qasimi
- Fatima al-Jaber
- Hend Faisal al-Qassemi
- Mona Ghanem al-Marri
- Moza Saeed al- Otaiba
- Muna al-Gurg
- Naila al-Moosawi
- Nashwa al-Ruwaini
- Noura al-Kaabi
- Raja al-Gurg
- Salma Hareb
- Tamara al-Gabbani
- Zainab Mohammed

### Enginyeres
- Mariam al-Muhairi
- Mona al-Mansouri
- Reem al-Marzouqi
- Sarah Amiri

### Escriptores
- Adel Khozam
- Asmaa al-Zarouni
- Asmaa bint Saqr al-Qasimi
- Deeba Salim Irfan
- Hamdan bin Mohammed Al Maktoum
- Hend Faisal al-Qassemi
- Khalid Albudoor
- Mana Al Otaiba
- Maryam Jumaa Faraj
- Nujoom al-Ghanem
- Sara al-Jarwan
- Shihab Ghanem
- Zabya Khamis al-Muslimani

### Esportistes
- Alia Saeed Mohammed
- Alya Hassan
- Amna al-Haddad
- Ayesha Albalooshi
- Betlhem Desalegn
- Chaya Mughal
- Elham al-Qasim
- Elham al-Qasim
- Esha Rohit
- Heena Hotchandani
- Humaria Tasneem
- Ishni Mananelage
- Judit Cleetus
- Kavisha Egodage
- Khadija Mohammed
- Mahra al-Hinaai
- Nada al-Bedwawi
- Namita D'souza
- Nisha Ali
- Rawya Bekhit
- Roopa Nagraj
- Subha Srinivasan
- Udeni Dona
- Zahra Lari

### Polítiques
- Jameela Salem al-Muhairi
- Lubna Khalid al-Qasimi
- Maitha Salem al-Shamsi
- Mariam al-Muhairi
- Maryam Mohammed Khalfan al-Roumi
- Najla Mohammad al-Awar
- Noura al-Kaabi
- Noura Khalifa al-Suwaidi
- Ohoud al-Roumi
- Reem al-Hashimi
- Sarah Amiri
- Shamma al-Mazrui

### Princeses
- Haya bint Hussein
- Latifa bint Mohammed al-Maktoum (II)
- Maitha bint Mohammed bin Rashid al-Maktoum
- Manal bint Mohammed bin Rashid al-Maktoum
- Shamsa al-Maktoum